# Drugi rząd Kazimierza Sabbata
Drugi rząd Kazimierza Sabbata – gabinet pod kierownictwem premiera Kazimierza Sabbata, istniał od 12 lipca 1978 do 9 kwietnia 1979 roku.

## Skład rządu
- Kazimierz Sabbat –  prezes Rady Ministrów
- Stanisław Borczyk – zastępca prezesa Rady Ministrów
- Zygmunt Zawadowski –  minister spraw zagranicznych (zm. 1 września 1978)
- Stefan Brzeszczyński – minister obrony narodowej
- Stanisław Borczyk – minister skarbu
- Zbigniew Scholtz – minister sprawiedliwości
- Jerzy Zaleski – minister spraw krajowych
- Bolesław Dziedzic – minister spraw społecznych
- Czesław Czapliński – minister wyznań religijnych, oświaty i kultury
- Mieczysław Skowroński-Sas – minister informacji i dokumentacji
- Roman Czerniawski – minister
- Tadeusz Musioł – podsekretarz stanu (informacja)
- Jadwiga Pająk – podsekretarz stanu (skarb) (zm. 14 grudnia 1978)
- Bohdan Wendorff – podsekretarz stanu (sprawy ogólne)[1]